# Discographie de Led Zeppelin
Cet article présente la discographie du groupe rock britannique Led Zeppelin.
Pendant sa carrière, d’une durée de douze ans (de 1968 à 1980), ce groupe a enregistré huit albums studio, ainsi qu’un album en concert, en tant que bande son d’un film. À la suite de la mort de John Bonham et de la dissolution du groupe, un autre album studio est sorti à titre posthume. De nombreuses compilations et coffrets ont également vu le jour d’année en année, prenant parti de l’immense popularité du groupe. Deux autres albums en concert et un DVD sont sortis autour des vingt ans de la séparation du groupe.
La discographie est présentée dans son format de publication originale, c’est-à-dire en 33 tours, avec les faces A et B.

## Albums

### Albums studio
| Détails de l'album                                                            | Contenu                                                                       | Contenu | Certifications                                                        |
| Détails de l'album                                                            | Face 1                                                                        | Face 2 | Certifications                                                        |
| ----------------------------------------------------------------------------- | ----------------------------------------------------------------------------- | --- | --------------------------------------------------------------------- |
| - Sortie: 12 janvier 1969 - Label: Atlantic - Formats: CD, K7, LP - Titres: 9 | Good Times Bad Times Babe I'm Gonna Leave You You Shook Me Dazed and Confused | Your Time Is Gonna Come Black Mountain Side Communication Breakdown I Can't Quit You Baby How Many More Times | 2 × Platine · 2 × Platine · Diamant · Or · Platine · Or · 8 × Platine |

| Position dans les classements musicaux | Position dans les classements musicaux | Position dans les classements musicaux | Position dans les classements musicaux | Position dans les classements musicaux | Position dans les classements musicaux | Position dans les classements musicaux | Position dans les classements musicaux | Position dans les classements musicaux | Position dans les classements musicaux | Position dans les classements musicaux | Position dans les classements musicaux | Position dans les classements musicaux | Position dans les classements musicaux | Position dans les classements musicaux | Position dans les classements musicaux | Position dans les classements musicaux | Position dans les classements musicaux | Position dans les classements musicaux |
| UK                                     | ALL                                    | AUS                                    | AUT                                    | (V)                                    | (W)                                    | CAN                                    | DK                                     | ESP                                    | FIN                                    | FRA                                    | ITA                                    | NOR                                    | N-Z                                    | P-B                                    | PT                                     | SWE                                    | SUI                                    | USA                                    |
| -------------------------------------- | -------------------------------------- | -------------------------------------- | -------------------------------------- | -------------------------------------- | -------------------------------------- | -------------------------------------- | -------------------------------------- | -------------------------------------- | -------------------------------------- | -------------------------------------- | -------------------------------------- | -------------------------------------- | -------------------------------------- | -------------------------------------- | -------------------------------------- | -------------------------------------- | -------------------------------------- | -------------------------------------- |
| 6                                      | 11                                     | 9                                      | 18                                     | 12                                     | 12                                     | 11                                     | 9                                      | 20                                     | 3                                      | 8                                      | 20                                     | 14                                     | 5                                      | 14                                     | 9                                      | 11                                     | 11                                     | 7                                      |

| Détails de l'album                                                            | Contenu                                                                    | Contenu                                                                                   | Certifications                                                                           |
| Détails de l'album                                                            | Face 1                                                                     | Face 2                                                                                    | Certifications                                                                           |
| ----------------------------------------------------------------------------- | -------------------------------------------------------------------------- | ----------------------------------------------------------------------------------------- | ---------------------------------------------------------------------------------------- |
| - Sortie: 22 octobre 1969 - Label: Atlantic - Formats: CD, K7, LP - Titres: 9 | Whole Lotta Love What Is and What Should Never Be The Lemon Song Thank You | Heartbreaker Living Loving Maid (She's Just a Woman) Ramble On Moby Dick Bring It On Home | 4 × Platine · Platine · 4 × Platine · Or · 9 × Platine · 2 × Or · Platine · 12 × Platine |

| Position dans les classements musicaux | Position dans les classements musicaux | Position dans les classements musicaux | Position dans les classements musicaux | Position dans les classements musicaux | Position dans les classements musicaux | Position dans les classements musicaux | Position dans les classements musicaux | Position dans les classements musicaux | Position dans les classements musicaux | Position dans les classements musicaux | Position dans les classements musicaux | Position dans les classements musicaux | Position dans les classements musicaux | Position dans les classements musicaux | Position dans les classements musicaux | Position dans les classements musicaux | Position dans les classements musicaux | Position dans les classements musicaux |
| UK                                     | ALL                                    | AUS                                    | AUT                                    | (V)                                    | (W)                                    | CAN                                    | DK                                     | ESP                                    | FIN                                    | FRA                                    | ITA                                    | NOR                                    | N-Z                                    | P-B                                    | PT                                     | SWE                                    | SUI                                    | USA                                    |
| -------------------------------------- | -------------------------------------- | -------------------------------------- | -------------------------------------- | -------------------------------------- | -------------------------------------- | -------------------------------------- | -------------------------------------- | -------------------------------------- | -------------------------------------- | -------------------------------------- | -------------------------------------- | -------------------------------------- | -------------------------------------- | -------------------------------------- | -------------------------------------- | -------------------------------------- | -------------------------------------- | -------------------------------------- |
| 1                                      | 1                                      | 3                                      | 25                                     | 19                                     | 13                                     | 1                                      | 10                                     | 24                                     | 6                                      | 3                                      | 3                                      | 2                                      | 6                                      | 1                                      | 15                                     | 13                                     | 15                                     | 1                                      |

| Détails de l'album                                                            | Contenu                                                                            | Contenu                                                                         | Certifications                                                        |
| Détails de l'album                                                            | Face 1                                                                             | Face 2                                                                          | Certifications                                                        |
| ----------------------------------------------------------------------------- | ---------------------------------------------------------------------------------- | ------------------------------------------------------------------------------- | --------------------------------------------------------------------- |
| - Sortie: 5 octobre 1970 - Label: Atlantic - Formats: CD, K7, LP - Titres: 10 | Immigrant Song Friends Celebration Day Since I've Been Loving You Out on the Tiles | Gallows Pole Tangerine That's the Way Bron-Y-Aur Stomp Hats Off to (Roy) Harper | Platine · Or · 3 × Platine · 3 × Platine · Platine · Or · 6 × Platine |

| Position dans les classements musicaux | Position dans les classements musicaux | Position dans les classements musicaux | Position dans les classements musicaux | Position dans les classements musicaux | Position dans les classements musicaux | Position dans les classements musicaux | Position dans les classements musicaux | Position dans les classements musicaux | Position dans les classements musicaux | Position dans les classements musicaux | Position dans les classements musicaux | Position dans les classements musicaux | Position dans les classements musicaux | Position dans les classements musicaux | Position dans les classements musicaux | Position dans les classements musicaux | Position dans les classements musicaux | Position dans les classements musicaux |
| UK                                     | ALL                                    | AUS                                    | AUT                                    | (V)                                    | (W)                                    | CAN                                    | DK                                     | ESP                                    | FIN                                    | FRA                                    | ITA                                    | NOR                                    | N-Z                                    | P-B                                    | PT                                     | SWE                                    | SUI                                    | USA                                    |
| -------------------------------------- | -------------------------------------- | -------------------------------------- | -------------------------------------- | -------------------------------------- | -------------------------------------- | -------------------------------------- | -------------------------------------- | -------------------------------------- | -------------------------------------- | -------------------------------------- | -------------------------------------- | -------------------------------------- | -------------------------------------- | -------------------------------------- | -------------------------------------- | -------------------------------------- | -------------------------------------- | -------------------------------------- |
| 1                                      | 3                                      | 1                                      | 24                                     | 17                                     | 11                                     | 1                                      | 11                                     | 19                                     | 7                                      | 4                                      | 1                                      | 3                                      | 7                                      | 3                                      | 16                                     | 14                                     | 20                                     | 1                                      |

| Détails de l'album                                                            | Contenu                                                           | Contenu                                                                  | Certifications                                                                                        |
| Détails de l'album                                                            | Face 1                                                            | Face 2                                                                   | Certifications                                                                                        |
| ----------------------------------------------------------------------------- | ----------------------------------------------------------------- | ------------------------------------------------------------------------ | --- |
| - Sortie: 8 novembre 1971 - Label: Atlantic - Formats: CD, K7, LP - Titres: 8 | Black Dog Rock and Roll The Battle of Evermore Stairway to Heaven | Misty Mountain Hop Four Sticks Going to California When the Levee Breaks | 6 × Platine · 3 × Or · 9 × Platine · 2 × Diamant · 2 × Platine · Platine · 2 × Platine · 24 × Platine |

| Position dans les classements musicaux | Position dans les classements musicaux | Position dans les classements musicaux | Position dans les classements musicaux | Position dans les classements musicaux | Position dans les classements musicaux | Position dans les classements musicaux | Position dans les classements musicaux | Position dans les classements musicaux | Position dans les classements musicaux | Position dans les classements musicaux | Position dans les classements musicaux | Position dans les classements musicaux | Position dans les classements musicaux | Position dans les classements musicaux | Position dans les classements musicaux | Position dans les classements musicaux | Position dans les classements musicaux |
| UK                                     | ALL                                    | AUS                                    | AUT                                    | (V)                                    | (W)                                    | CAN                                    | DK                                     | FIN                                    | FRA                                    | ITA                                    | NOR                                    | N-Z                                    | P-B                                    | PT                                     | SWE                                    | SUI                                    | USA                                    |
| -------------------------------------- | -------------------------------------- | -------------------------------------- | -------------------------------------- | -------------------------------------- | -------------------------------------- | -------------------------------------- | -------------------------------------- | -------------------------------------- | -------------------------------------- | -------------------------------------- | -------------------------------------- | -------------------------------------- | -------------------------------------- | -------------------------------------- | -------------------------------------- | -------------------------------------- | -------------------------------------- |
| 1                                      | 5                                      | 2                                      | 12                                     | 22                                     | 29                                     | 1                                      | 21                                     | 9                                      | 2                                      | 2                                      | 3                                      | 7                                      | 7                                      | 9                                      | 8                                      | 18                                     | 2                                      |

| Détails de l'album                                                         | Contenu                                                                        | Contenu                                        | Certifications                                     |
| Détails de l'album                                                         | Face 1                                                                         | Face 2                                         | Certifications                                     |
| -------------------------------------------------------------------------- | ------------------------------------------------------------------------------ | ---------------------------------------------- | -------------------------------------------------- |
| - Sortie: 28 mars 1973 - Label: Atlantic - Formats: CD, K7, LP - Titres: 8 | The Song Remains the Same The Rain Song Over the Hills and Far Away The Crunge | Dancing Days D'yer Mak'er No Quarter The Ocean | Platine · Or · 2 × Platine · 2 × Or · 11 × Platine |

| Position dans les classements musicaux | Position dans les classements musicaux | Position dans les classements musicaux | Position dans les classements musicaux | Position dans les classements musicaux | Position dans les classements musicaux | Position dans les classements musicaux | Position dans les classements musicaux | Position dans les classements musicaux | Position dans les classements musicaux | Position dans les classements musicaux | Position dans les classements musicaux | Position dans les classements musicaux | Position dans les classements musicaux | Position dans les classements musicaux | Position dans les classements musicaux | Position dans les classements musicaux | Position dans les classements musicaux |
| UK                                     | ALL                                    | AUS                                    | AUT                                    | (V)                                    | (W)                                    | CAN                                    | DK                                     | FIN                                    | FRA                                    | ITA                                    | NOR                                    | N-Z                                    | P-B                                    | PT                                     | SWE                                    | SUI                                    | USA                                    |
| -------------------------------------- | -------------------------------------- | -------------------------------------- | -------------------------------------- | -------------------------------------- | -------------------------------------- | -------------------------------------- | -------------------------------------- | -------------------------------------- | -------------------------------------- | -------------------------------------- | -------------------------------------- | -------------------------------------- | -------------------------------------- | -------------------------------------- | -------------------------------------- | -------------------------------------- | -------------------------------------- |
| 1                                      | 8                                      | 1                                      | 3                                      | 37                                     | 20                                     | 1                                      | 24                                     | 11                                     | 3                                      | 4                                      | 4                                      | 9                                      | 3                                      | 12                                     | 15                                     | 20                                     | 1                                      |

| Détails de l'album                                                                | Contenu                                   | Contenu                                        | Contenu                                                     | Contenu                                                                     | Certifications                                          |
| Détails de l'album                                                                | Face 1                                    | Face 2                                         | Face 3                                                      | Face 4                                                                      | Certifications                                          |
| --------------------------------------------------------------------------------- | ----------------------------------------- | ---------------------------------------------- | ----------------------------------------------------------- | --------------------------------------------------------------------------- | ------------------------------------------------------- |
| - Sortie: 24 février 1975 - Label: Swan Song - Formats: 2CD, K7, 2LP - Titres: 15 | Custard Pie The Rover In My Time of Dying | Houses of the Holy Trampled Under Foot Kashmir | In the Light Bron-Yr-Aur Down by the Seaside Ten Years Gone | Night Flight The Wanton Song Boogie with Stu Black Country Woman Sick Again | 2 × Platine · Or · 3 × Platine · Or · Or · 16 × Platine |

| Position dans les classements musicaux | Position dans les classements musicaux | Position dans les classements musicaux | Position dans les classements musicaux | Position dans les classements musicaux | Position dans les classements musicaux | Position dans les classements musicaux | Position dans les classements musicaux | Position dans les classements musicaux | Position dans les classements musicaux | Position dans les classements musicaux | Position dans les classements musicaux | Position dans les classements musicaux | Position dans les classements musicaux | Position dans les classements musicaux | Position dans les classements musicaux | Position dans les classements musicaux | Position dans les classements musicaux |
| UK                                     | ALL                                    | AUS                                    | AUT                                    | (V)                                    | (W)                                    | CAN                                    | DK                                     | FIN                                    | FRA                                    | ITA                                    | NOR                                    | N-Z                                    | P-B                                    | PT                                     | SWE                                    | SUI                                    | USA                                    |
| -------------------------------------- | -------------------------------------- | -------------------------------------- | -------------------------------------- | -------------------------------------- | -------------------------------------- | -------------------------------------- | -------------------------------------- | -------------------------------------- | -------------------------------------- | -------------------------------------- | -------------------------------------- | -------------------------------------- | -------------------------------------- | -------------------------------------- | -------------------------------------- | -------------------------------------- | -------------------------------------- |
| 1                                      | 4                                      | 13                                     | 2                                      | 13                                     | 9                                      | 1                                      | 31                                     | 6                                      | 2                                      | 17                                     | 4                                      | 3                                      | 7                                      | 5                                      | 7                                      | 8                                      | 1                                      |

| Détails de l'album                                                          | Contenu                                         | Contenu                                                                  | Certifications        |
| Détails de l'album                                                          | Face 1                                          | Face 2                                                                   | Certifications        |
| --------------------------------------------------------------------------- | ----------------------------------------------- | ------------------------------------------------------------------------ | --------------------- |
| - Sortie: 31 mars 1976 - Label: Swan Song - Formats: CD, K7, LP - Titres: 7 | Achilles Last Stand For Your Life Royal Orleans | Nobody's Fault But Mine Candy Store Rock Hots On for Nowhere Tea for One | Platine · 3 × Platine |

| Position dans les classements musicaux | Position dans les classements musicaux | Position dans les classements musicaux | Position dans les classements musicaux | Position dans les classements musicaux | Position dans les classements musicaux | Position dans les classements musicaux | Position dans les classements musicaux | Position dans les classements musicaux | Position dans les classements musicaux | Position dans les classements musicaux | Position dans les classements musicaux | Position dans les classements musicaux | Position dans les classements musicaux | Position dans les classements musicaux | Position dans les classements musicaux | Position dans les classements musicaux | Position dans les classements musicaux |
| UK                                     | ALL                                    | AUS                                    | AUT                                    | (V)                                    | (W)                                    | CAN                                    | ESP                                    | FIN                                    | FRA                                    | ITA                                    | NOR                                    | N-Z                                    | P-B                                    | PT                                     | SWE                                    | SUI                                    | USA                                    |
| -------------------------------------- | -------------------------------------- | -------------------------------------- | -------------------------------------- | -------------------------------------- | -------------------------------------- | -------------------------------------- | -------------------------------------- | -------------------------------------- | -------------------------------------- | -------------------------------------- | -------------------------------------- | -------------------------------------- | -------------------------------------- | -------------------------------------- | -------------------------------------- | -------------------------------------- | -------------------------------------- |
| 1                                      | 6                                      | 21                                     | 16                                     | 24                                     | 8                                      | 16                                     | 40                                     | 12                                     | 5                                      | 15                                     | 4                                      | 8                                      | 5                                      | 16                                     | 5                                      | 9                                      | 1                                      |

| Détails de l'album                                                          | Contenu                                                    | Contenu                                   | Certifications                                |
| Détails de l'album                                                          | Face 1                                                     | Face 2                                    | Certifications                                |
| --------------------------------------------------------------------------- | ---------------------------------------------------------- | ----------------------------------------- | --------------------------------------------- |
| - Sortie: 15 août 1979 - Label: Swan Song - Formats: CD, K7, LP - Titres: 7 | In the Evening South Bound Saurez Fool in the Rain Hot Dog | Carouselambra All My Love I'm Gonna Crawl | Platine · 2 × Platine · Platine · 6 × Platine |

| Position dans les classements musicaux | Position dans les classements musicaux | Position dans les classements musicaux | Position dans les classements musicaux | Position dans les classements musicaux | Position dans les classements musicaux | Position dans les classements musicaux | Position dans les classements musicaux | Position dans les classements musicaux | Position dans les classements musicaux | Position dans les classements musicaux | Position dans les classements musicaux | Position dans les classements musicaux | Position dans les classements musicaux | Position dans les classements musicaux | Position dans les classements musicaux | Position dans les classements musicaux | Position dans les classements musicaux |
| UK                                     | ALL                                    | AUS                                    | AUT                                    | (V)                                    | (W)                                    | CAN                                    | ESP                                    | FIN                                    | FRA                                    | ITA                                    | NOR                                    | N-Z                                    | P-B                                    | PT                                     | SWE                                    | SUI                                    | USA                                    |
| -------------------------------------- | -------------------------------------- | -------------------------------------- | -------------------------------------- | -------------------------------------- | -------------------------------------- | -------------------------------------- | -------------------------------------- | -------------------------------------- | -------------------------------------- | -------------------------------------- | -------------------------------------- | -------------------------------------- | -------------------------------------- | -------------------------------------- | -------------------------------------- | -------------------------------------- | -------------------------------------- |
| 1                                      | 9                                      | 25                                     | 15                                     | 25                                     | 13                                     | 1                                      | 31                                     | 10                                     | 7                                      | 12                                     | 14                                     | 1                                      | 20                                     | 25                                     | 6                                      | 17                                     | 1                                      |

| Détails de l'album                                                              | Contenu                                                         | Contenu                                                 | Certifications   |
| Détails de l'album                                                              | Face 1                                                          | Face 2                                                  | Certifications   |
| ------------------------------------------------------------------------------- | --------------------------------------------------------------- | ------------------------------------------------------- | ---------------- |
| - Sortie: 19 novembre 1982 - Label: Swan Song - Formats: CD, K7, LP - Titres: 8 | We're Gonna Groove Poor Tom I Can't Quit You Baby Walter's Walk | Ozone Baby Darlene Bonzo's Montreux Wearing and Tearing | Argent · Platine |

| Position dans les classements musicaux | Position dans les classements musicaux | Position dans les classements musicaux | Position dans les classements musicaux | Position dans les classements musicaux | Position dans les classements musicaux | Position dans les classements musicaux | Position dans les classements musicaux | Position dans les classements musicaux | Position dans les classements musicaux | Position dans les classements musicaux | Position dans les classements musicaux | Position dans les classements musicaux | Position dans les classements musicaux | Position dans les classements musicaux | Position dans les classements musicaux | Position dans les classements musicaux | Position dans les classements musicaux |
| UK                                     | ALL                                    | AUS                                    | AUT                                    | (V)                                    | (W)                                    | CAN                                    | ESP                                    | FIN                                    | FRA                                    | ITA                                    | NOR                                    | N-Z                                    | P-B                                    | PT                                     | SWE                                    | SUI                                    | USA                                    |
| -------------------------------------- | -------------------------------------- | -------------------------------------- | -------------------------------------- | -------------------------------------- | -------------------------------------- | -------------------------------------- | -------------------------------------- | -------------------------------------- | -------------------------------------- | -------------------------------------- | -------------------------------------- | -------------------------------------- | -------------------------------------- | -------------------------------------- | -------------------------------------- | -------------------------------------- | -------------------------------------- |
| 4                                      | 5                                      | 23                                     | 17                                     | 19                                     | 7                                      | 3                                      | 17                                     | 9                                      | 7                                      | 28                                     | 18                                     | 7                                      | 9                                      | 21                                     | 7                                      | 12                                     | 6                                      |

### Albums live
| Détails de l'album                                                                 | Contenu                                                               | Contenu            | Contenu                       | Contenu                    | Certifications             |
| Détails de l'album                                                                 | Face 1                                                                | Face 2             | Face 3                        | Face 4                     | Certifications             |
| ---------------------------------------------------------------------------------- | --------------------------------------------------------------------- | ------------------ | ----------------------------- | -------------------------- | -------------------------- |
| - Sortie: 28 septembre 1976 - Label: Swan Song - Formats: 2CD, K7, 2LP - Titres: 9 | Rock and Roll Celebration Day The Song Remains the Same The Rain Song | Dazed and Confused | No Quarter Stairway to Heaven | Moby Dick Whole Lotta Love | Platine · Or · 4 × Platine |

| Position dans les classements musicaux | Position dans les classements musicaux | Position dans les classements musicaux | Position dans les classements musicaux | Position dans les classements musicaux | Position dans les classements musicaux | Position dans les classements musicaux | Position dans les classements musicaux | Position dans les classements musicaux | Position dans les classements musicaux | Position dans les classements musicaux | Position dans les classements musicaux | Position dans les classements musicaux | Position dans les classements musicaux | Position dans les classements musicaux | Position dans les classements musicaux | Position dans les classements musicaux |
| UK                                     | ALL                                    | AUT                                    | (V)                                    | (W)                                    | CAN                                    | ESP                                    | FIN                                    | FRA                                    | ITA                                    | NOR                                    | N-Z                                    | P-B                                    | PT                                     | SWE                                    | SUI                                    | USA                                    |
| -------------------------------------- | -------------------------------------- | -------------------------------------- | -------------------------------------- | -------------------------------------- | -------------------------------------- | -------------------------------------- | -------------------------------------- | -------------------------------------- | -------------------------------------- | -------------------------------------- | -------------------------------------- | -------------------------------------- | -------------------------------------- | -------------------------------------- | -------------------------------------- | -------------------------------------- |
| 1                                      | 16                                     | 37                                     | 41                                     | 37                                     | 8                                      | 39                                     | 50                                     | 3                                      | 13                                     | 21                                     | 6                                      | 19                                     | 23                                     | 29                                     | 55                                     | 2                                      |

| Détails de l'album                                                                         | Contenu | Contenu | Certifications        |
| Détails de l'album                                                                         | CD 1 | CD 2 | Certifications        |
| ------------------------------------------------------------------------------------------ | --- | --- | --------------------- |
| - Sortie: 11 novembre 1997 - Label: Atlantic Records - Formats: 2CD, 2K7, 4LP - Titres: 24 | You Shook Me (Version 1) I Can't Quit You Baby (Version 1) Communication Breakdown (Version 1) Dazed and Confused (Version 1) The Girl I Love She Got Long Black Wavy Hair What Is and What Should Never Be Communication Breakdown (Version 2) Travelling Riverside Blues Whole Lotta Love (Version 1) Somethin' Else Communication Breakdown (Version 3) I Can't Quit You Baby (Version 2) You Shook Me (Version 2) How Many More Times | Immigrant Song Heartbreaker Since I've Been Loving You Black Dog Dazed and Confused (Version 2) Stairway to Heaven Going to California That's the Way Whole Lotta Love (Version 2) Thank You | Or · Or · 2 × Platine |

| Position dans les classements musicaux | Position dans les classements musicaux | Position dans les classements musicaux | Position dans les classements musicaux | Position dans les classements musicaux | Position dans les classements musicaux | Position dans les classements musicaux | Position dans les classements musicaux | Position dans les classements musicaux |
| UK                                     | CAN                                    | FIN                                    | FRA                                    | ITA                                    | NOR                                    | N-Z                                    | SWE                                    | USA                                    |
| -------------------------------------- | -------------------------------------- | -------------------------------------- | -------------------------------------- | -------------------------------------- | -------------------------------------- | -------------------------------------- | -------------------------------------- | -------------------------------------- |
| 23                                     | 30                                     | 28                                     | 38                                     | 29                                     | 36                                     | 26                                     | 50                                     | 12                                     |

| Détails de l'album                                                             | Contenu | Contenu                                                                    | Contenu                                                   | Certifications         |
| Détails de l'album                                                             | CD 1 | CD 2                                                                       | CD 3                                                      | Certifications         |
| ------------------------------------------------------------------------------ | --- | -------------------------------------------------------------------------- | --------------------------------------------------------- | ---------------------- |
| - Sortie: 27 mai 2003 - Label: Atlantic - Formats: 3CD, 2DVD, 4LP - Titres: 18 | LA Drone Immigrant Song Heartbreaker Black Dog Over the Hills and Far Away Since I've Been Loving You Stairway to Heaven Going to California That's the Way Bron-Y-Aur Stomp | Dazed and Confused What Is and What Should Never Be Dancing Days Moby Dick | Whole Lotta Love Rock and Roll The Ocean Bring It On Home | Or · Platine · Platine |

| Position dans les classements musicaux | Position dans les classements musicaux | Position dans les classements musicaux | Position dans les classements musicaux | Position dans les classements musicaux | Position dans les classements musicaux | Position dans les classements musicaux | Position dans les classements musicaux | Position dans les classements musicaux | Position dans les classements musicaux | Position dans les classements musicaux | Position dans les classements musicaux | Position dans les classements musicaux | Position dans les classements musicaux | Position dans les classements musicaux | Position dans les classements musicaux | Position dans les classements musicaux | Position dans les classements musicaux | Position dans les classements musicaux |
| UK                                     | ALL                                    | AUS                                    | AUT                                    | (V)                                    | (W)                                    | CAN                                    | DK                                     | ESP                                    | FIN                                    | FRA                                    | ITA                                    | NOR                                    | N-Z                                    | P-B                                    | PT                                     | SWE                                    | SUI                                    | USA                                    |
| -------------------------------------- | -------------------------------------- | -------------------------------------- | -------------------------------------- | -------------------------------------- | -------------------------------------- | -------------------------------------- | -------------------------------------- | -------------------------------------- | -------------------------------------- | -------------------------------------- | -------------------------------------- | -------------------------------------- | -------------------------------------- | -------------------------------------- | -------------------------------------- | -------------------------------------- | -------------------------------------- | -------------------------------------- |
| 5                                      | 11                                     | 10                                     | 17                                     | 9                                      | 2                                      | 1                                      | 25                                     | 55                                     | 23                                     | 11                                     | 7                                      | 10                                     | 13                                     | 47                                     | 9                                      | 16                                     | 20                                     | 1                                      |

| Détails de l'album                                                            | Contenu | Contenu | Certifications                                                          |
| Détails de l'album                                                            | CD 1 | CD 2 | Certifications                                                          |
| ----------------------------------------------------------------------------- | --- | --- | ----------------------------------------------------------------------- |
| - Sortie: 27 mai 2003 - Label: Atlantic - Formats: 2CD, DVD, 3LP - Titres: 16 | Good Times Bad Times Ramble On Black Dog In My Time of Dying For Your Life Trampled Under Foot Nobody's Fault But Mine | No Quarter Since I've Been Loving You Dazed and Confused Stairway to Heaven The Song remains the Same Misty Mountain Hop Kashmir Whole Lotta Love Rock and Roll | Or · Platine · Or · Or · 2 × Platine · Or · Or · Platine · Platine · Or |

| Position dans les classements musicaux | Position dans les classements musicaux | Position dans les classements musicaux | Position dans les classements musicaux | Position dans les classements musicaux | Position dans les classements musicaux | Position dans les classements musicaux | Position dans les classements musicaux | Position dans les classements musicaux | Position dans les classements musicaux | Position dans les classements musicaux | Position dans les classements musicaux | Position dans les classements musicaux | Position dans les classements musicaux | Position dans les classements musicaux | Position dans les classements musicaux | Position dans les classements musicaux | Position dans les classements musicaux | Position dans les classements musicaux |
| UK                                     | ALL                                    | AUS                                    | AUT                                    | (V)                                    | (W)                                    | CAN                                    | DK                                     | ESP                                    | FIN                                    | FRA                                    | ITA                                    | NOR                                    | N-Z                                    | P-B                                    | PT                                     | SWE                                    | SUI                                    | USA                                    |
| -------------------------------------- | -------------------------------------- | -------------------------------------- | -------------------------------------- | -------------------------------------- | -------------------------------------- | -------------------------------------- | -------------------------------------- | -------------------------------------- | -------------------------------------- | -------------------------------------- | -------------------------------------- | -------------------------------------- | -------------------------------------- | -------------------------------------- | -------------------------------------- | -------------------------------------- | -------------------------------------- | -------------------------------------- |
| 4                                      | 1                                      | 3                                      | 3                                      | 5                                      | 6                                      | 4                                      | 4                                      | 15                                     | 6                                      | 9                                      | 5                                      | 2                                      | 1                                      | 2                                      | 9                                      | 2                                      | 3                                      | 9                                      |

| Détails de l'album                                                                     | Contenu | Contenu | Contenu |
| Détails de l'album                                                                     | CD 1 | CD 2 | CD 3 |
| -------------------------------------------------------------------------------------- | --- | --- | --- |
| - Sortie: 16 septembre 2016 - Label: Atlantic Records - Formats: 3CD, 5LP - Titres: 24 | You Shook Me (Version 1) I Can't Quit You Baby (Version 1) Communication Breakdown (Version 1) Dazed and Confused (Version 1) The Girl I Love She Got Long Black Wavy Hair What Is and What Should Never Be Communication Breakdown (Version 2) Travelling Riverside Blues Whole Lotta Love (Version 1) Somethin' Else Communication Breakdown (Version 3) I Can't Quit You Baby (Version 2) You Shook Me (Version 2) How Many More Times | Immigrant Song Heartbreaker Since I've Been Loving You Black Dog Dazed and Confused (Version 2) Stairway to Heaven Going to California That's the Way Whole Lotta Love (Version 2) Thank You | Communication Breakdown (Version 4) What Is and What Should Never Be (Version 2) Dazed and Confused (Version 3) White Summer What Is and What Should Never Be (Version 3) Communication Breakdown (Version 5) I Can't Quit You Baby (Version 3) You Shook Me (Version 2) Sunshine Woman |

| Position dans les classements musicaux | Position dans les classements musicaux | Position dans les classements musicaux | Position dans les classements musicaux | Position dans les classements musicaux | Position dans les classements musicaux | Position dans les classements musicaux | Position dans les classements musicaux | Position dans les classements musicaux | Position dans les classements musicaux | Position dans les classements musicaux | Position dans les classements musicaux | Position dans les classements musicaux | Position dans les classements musicaux | Position dans les classements musicaux |
| UK                                     | ALL                                    | AUS                                    | AUT                                    | (V)                                    | (W)                                    | CAN                                    | ESP                                    | FRA                                    | ITA                                    | N-Z                                    | P-B                                    | PT                                     | SUI                                    | USA                                    |
| -------------------------------------- | -------------------------------------- | -------------------------------------- | -------------------------------------- | -------------------------------------- | -------------------------------------- | -------------------------------------- | -------------------------------------- | -------------------------------------- | -------------------------------------- | -------------------------------------- | -------------------------------------- | -------------------------------------- | -------------------------------------- | -------------------------------------- |
| 3                                      | 7                                      | 34                                     | 32                                     | 15                                     | 12                                     | 32                                     | 28                                     | 31                                     | 14                                     | 21                                     | 41                                     | 18                                     | 18                                     | 21                                     |

### Compilations
| Détails de l'album                                                                         | Contenu | Contenu | Contenu | Contenu | Certifications   |
| Détails de l'album                                                                         | CD 1 | CD 2 | CD 3 | CD 4 | Certifications   |
| ------------------------------------------------------------------------------------------ | --- | --- | --- | --- | ---------------- |
| - Sortie: 7 septembre 1990 - Label: Atlantic Records - Formats: 4CD, 3K7, 6LP - Titres: 54 | Whole Lotta Love Heartbreaker Communication Breakdown Baby, I'm Gonna Leave You What Is and What Should Never Be Thank You I Can't Quit You Baby Dazed and Confused Your Time Is Gonna Come Ramble On Travelling Riverside Blues Friends Celebration Day Hey Hey What Can I Do White Summer/Black Mountain Side | Black Dog Over the Hills and Far Away Immigrant Song The Battle of Evermore Bron-Y-Aur Stomp Tangerine Going To California Since I've Been Loving You D'yer Mak'er Gallows Pole Custard Pie Misty Mountain Hop Rock and Roll The Rain Song Stairway To Heaven | Kashmir Trampled Under Foot For Your Life No Quarter Dancing Days When the Levee Breaks Achilles Last Stand The Song Remains the Same Ten Years Gone In My Time Of Dying | In the Evening Candy Store Rock The Ocean Ozone Baby Houses of the Holy Wearing and Tearing Poor Tom Nobody's Fault But Mine Fool in the Rain In The Light The Wanton Song Moby Dick/Bonzo's Montreux I'm Gonna Crawl All My Love | Argent · Diamant |

| Position dans les classements musicaux | Position dans les classements musicaux | Position dans les classements musicaux | Position dans les classements musicaux | Position dans les classements musicaux |
| UK                                     | AUS                                    | CAN                                    | ITA                                    | USA                                    |
| -------------------------------------- | -------------------------------------- | -------------------------------------- | -------------------------------------- | -------------------------------------- |
| 48                                     | 46                                     | 16                                     | 36                                     | 18                                     |

| Détails de l'album                                                                        | Contenu | Contenu | Certifications                                                                             |
| Détails de l'album                                                                        | CD 1 | CD 2 | Certifications                                                                             |
| ----------------------------------------------------------------------------------------- | --- | --- | ------------------------------------------------------------------------------------------ |
| - Sortie: 15 octobre 1990 - Label: Atlantic Records - Formats: 2CD, 2K7, 3LP - Titres: 24 | Communication Breakdown Babe I'm Gonna Leave You Good Times Bad Times Dazed and Confused Whole Lotta Love Heartbreaker Ramble On Immigrant Song Celebration Day Since I’ve Been Loving You Black Dog Rock and Roll The Battle of Evermore Misty Mountain Hop Stairway To Heaven | The Song Remains the Same The Rain Song D’yer Mak’er No Quarter Houses of the Holy Kashmir Trampled Underfoot Nobody’s Fault but Mine Achilles Last Stand All My Love In the Evening | 2 × Platine · Platine · 10 × Platine · Or · Or · Platine · Or · Platine · Or · 2 × Platine |

| Position dans les classements musicaux | Position dans les classements musicaux | Position dans les classements musicaux | Position dans les classements musicaux | Position dans les classements musicaux | Position dans les classements musicaux | Position dans les classements musicaux | Position dans les classements musicaux | Position dans les classements musicaux | Position dans les classements musicaux | Position dans les classements musicaux | Position dans les classements musicaux | Position dans les classements musicaux | Position dans les classements musicaux | Position dans les classements musicaux |
| UK                                     | ALL                                    | AUS                                    | AUT                                    | (V)                                    | (W)                                    | FIN                                    | FRA                                    | ITA                                    | NOR                                    | N-Z                                    | P-B                                    | SWE                                    | SUI                                    | USA                                    |
| -------------------------------------- | -------------------------------------- | -------------------------------------- | -------------------------------------- | -------------------------------------- | -------------------------------------- | -------------------------------------- | -------------------------------------- | -------------------------------------- | -------------------------------------- | -------------------------------------- | -------------------------------------- | -------------------------------------- | -------------------------------------- | -------------------------------------- |
| 10                                     | 13                                     | 1                                      | 19                                     | 46                                     | 32                                     | 1                                      | 3                                      | 15                                     | 8                                      | 3                                      | 33                                     | 21                                     | 24                                     | 47                                     |

| Détails de l'album                                                                     | Contenu | Contenu | Certifications |
| Détails de l'album                                                                     | CD 1 | CD 2 | Certifications |
| -------------------------------------------------------------------------------------- | --- | --- | -------------- |
| - Sortie: 21 septembre 1993 - Label: Atlantic Records - Formats: 2CD, 2K7 - Titres: 32 | Good Times Bad Times We're Gonna Groove Night Flight That's The Way Baby Come On Home The Lemon Song You Shook Me Boogie With Stu Bron-Yr-Aur Down By The Seaside Out On The Tiles Black Mountain Side Moby Dick Sick Again Hot Dog Carrouselambra | South Bound Saurez Walter's Walk Darlene Black Country Woman How Many More Times The Rover Four Sticks Hats Off To (Roy) Harper I Can't Quit You Baby Hots On For Nowhere Living Loving Maid Royal Orleans Bonzo's Montreux The Crunge Bring It On Home Tea For One | Or             |

| Position dans les classements musicaux | Position dans les classements musicaux | Position dans les classements musicaux | Position dans les classements musicaux |
| UK                                     | CAN                                    | N-Z                                    | USA                                    |
| -------------------------------------- | -------------------------------------- | -------------------------------------- | -------------------------------------- |
| 56                                     | 67                                     | 48                                     | 87                                     |

| - Sortie: 24 septembre 1993 - Label: Atlantic Records - Formats: 10CD - Titres: 85 | Led Zeppelin Led Zeppelin II Led Zeppelin III Led Zeppelin IV Houses of the Holy | Presence Physical Graffiti (Disc 1) Physical Graffiti (Disc 2) In Through the Out Door Coda | 2 × Platine |
| Cette compilation n'entra pas dans les classements musicaux.                       |                                                                                  |                                                                                             |             |

| Détails de l'album                                                              | Contenu | Certifications   |
| Détails de l'album                                                              | Titres du CD | Certifications   |
| ------------------------------------------------------------------------------- | --- | ---------------- |
| - Sortie: 23 novembre 1999 - Label: Atlantic Records - Formats: CD - Titres: 13 | Good Times Bad Times Babe I'm Gonna Leave You Dazed And Confused Communication Breakdown Whole Lotta Love What Is And What Should Never Be Immigrant Song Since I've Been Loving You Black Dog Rock And Roll The Battle Of Evermore When The Levee Breaks Stairway To Heaven | Argent · Platine |

| Position dans les classements musicaux | Position dans les classements musicaux | Position dans les classements musicaux | Position dans les classements musicaux | Position dans les classements musicaux | Position dans les classements musicaux | Position dans les classements musicaux |
| UK                                     | ALL                                    | AUT                                    | FIN                                    | SWE                                    | SUI                                    | USA                                    |
| -------------------------------------- | -------------------------------------- | -------------------------------------- | -------------------------------------- | -------------------------------------- | -------------------------------------- | -------------------------------------- |
| 55                                     | 71                                     | 23                                     | 28                                     | 4                                      | 84                                     | 71                                     |

| Détails de l'album                                                          | Contenu |
| Détails de l'album                                                          | Titres du CD |
| --------------------------------------------------------------------------- | --- |
| - Sortie: 21 mars 2000 - Label: Atlantic Records - Formats: CD - Titres: 10 | The Song Remains the Same No Quarter Houses of the Holy Trampled Under Foot Kashmir Ten Years Gone Acilles Last Stand Nobody's Fault but Mine All My Love In the Evening |

| Position dans les classements musicaux | Position dans les classements musicaux |
| UK                                     | USA                                    |
| -------------------------------------- | -------------------------------------- |
| 40                                     | 81                                     |

| Détails de l'album                                                              | Contenu | Contenu | Certifications    |
| Détails de l'album                                                              | CD 1 | CD 2 | Certifications    |
| ------------------------------------------------------------------------------- | --- | --- | ----------------- |
| - Sortie: 19 novembre 2002 - Label: Atlantic Records - Formats: CD - Titres: 23 | Good Times Bad Times Babe I'm Gonna Leave You Dazed And Confused Communication Breakdown Whole Lotta Love What Is And What Should Never Be Immigrant Song Since I've Been Loving You Black Dog Rock And Roll The Battle Of Evermore When The Levee Breaks Stairway To Heaven | The Song Remains the Same No Quarter Houses of the Holy Trampled Under Foot Kashmir Ten Years Gone Acilles Last Stand Nobody's Fault but Mine All My Love In the Evening | Platine · Platine |

| Position dans les classements musicaux | Position dans les classements musicaux | Position dans les classements musicaux | Position dans les classements musicaux | Position dans les classements musicaux | Position dans les classements musicaux |
| UK                                     | ALL                                    | FIN                                    | ITA                                    | N-Z                                    | USA                                    |
| -------------------------------------- | -------------------------------------- | -------------------------------------- | -------------------------------------- | -------------------------------------- | -------------------------------------- |
| 11                                     | 96                                     | 40                                     | 22                                     | 17                                     | 114                                    |

| Détails de l'album                                                                         | Contenu | Contenu | Contenu | Certifications                                                                            |
| Détails de l'album                                                                         | CD 1 | CD 2 | Menu DVD | Certifications                                                                            |
| ------------------------------------------------------------------------------------------ | --- | --- | --- | ----------------------------------------------------------------------------------------- |
| - Sortie: 12 novembre 2007 - Label: Atlantic Records - Formats: CD + DVD - Titres: 24 + 20 | Good Times Bad Times Communication Breakdown Dazed And Confused Baby, I'm Gonna Leave You Whole Lotta Love Ramble On Heartbreaker Immigrant Song Since I've Been Loving You Rock And Roll Black Dog When The Levee Breaks Stairway To Heaven | The Song Remains the Same Over the Hills and Far Away D’yer Mak’er No Quarter Trampled Under Foot Houses of the Holy Kashmir Nobody’s Fault but Mine Achilles Last Stand In the Evening All My Love | We're Gonna Groove I Can't Quit You Baby Dazed and Confused White Summer What Is and What Should Never Be How Many More Times Moby Dick Whole Lotta Love Communication Breakdown Immigrant Song Black Dog Misty Mountain Hop Going To California In My time of Dying Stairway To Heaven Rock and Roll Nobody's Fault but Mine Kashmir Whole Lotta Love | 3 × Platine · 3 × Or · Platine · Or · Or · Or · Or · Platine · Platine · Or · 2 × Platine |

| Position dans les classements musicaux | Position dans les classements musicaux | Position dans les classements musicaux | Position dans les classements musicaux | Position dans les classements musicaux | Position dans les classements musicaux | Position dans les classements musicaux | Position dans les classements musicaux | Position dans les classements musicaux | Position dans les classements musicaux | Position dans les classements musicaux | Position dans les classements musicaux | Position dans les classements musicaux | Position dans les classements musicaux | Position dans les classements musicaux | Position dans les classements musicaux | Position dans les classements musicaux | Position dans les classements musicaux | Position dans les classements musicaux |
| UK                                     | ALL                                    | AUS                                    | AUT                                    | (V)                                    | (W)                                    | CAN                                    | DAN                                    | ESP                                    | FIN                                    | FRA                                    | ITA                                    | NOR                                    | N-Z                                    | P-B                                    | PT                                     | SWE                                    | SUI                                    | USA                                    |
| -------------------------------------- | -------------------------------------- | -------------------------------------- | -------------------------------------- | -------------------------------------- | -------------------------------------- | -------------------------------------- | -------------------------------------- | -------------------------------------- | -------------------------------------- | -------------------------------------- | -------------------------------------- | -------------------------------------- | -------------------------------------- | -------------------------------------- | -------------------------------------- | -------------------------------------- | -------------------------------------- | -------------------------------------- |
| 4                                      | 4                                      | 8                                      | 4                                      | 15                                     | 12                                     | 7                                      | 9                                      | 15                                     | 10                                     | 6                                      | 9                                      | 1                                      | 1                                      | 15                                     | 12                                     | 17                                     | 5                                      | 7                                      |

| - Sortie: 4 novembre 2008 - Label: Atlantic Records - Formats: 12CD - Titres: 100 | Led Zeppelin Led Zeppelin II Led Zeppelin III Led Zeppelin IV Houses of the Holy Physical Graffiti (Disc 1) | Physical Graffiti (Disc 2) Presence The Song Remains the Same (Disc 1) The Song Remains the Same (Disc 2) In Through the Out Door Coda |
| Cette compilation n'entra pas dans les classements musicaux.                      | | |

## Singles
| Année                                                                            | Titre                                                                               | Position dans les chartes | Position dans les chartes | Position dans les chartes | Position dans les chartes | Position dans les chartes | Position dans les chartes | Position dans les chartes | Position dans les chartes | Position dans les chartes | Position dans les chartes | Position dans les chartes | Position dans les chartes | Position dans les chartes | Position dans les chartes | Position dans les chartes | Position dans les chartes | Album                   |
| Année                                                                            | Titre                                                                               | R-U                       | ALL                       | AUS                       | AUT                       | BEL (V)                   | BEL (W)                   | CAN                       | FRA ,                     | ITA                       | NOR                       | N-Z                       | P-B                       | SUE                       | SUI                       | US hot 100                | US Main.                  | Album                   |
| -------------------------------------------------------------------------------- | ----------------------------------------------------------------------------------- | ------------------------- | ------------------------- | ------------------------- | ------------------------- | ------------------------- | ------------------------- | ------------------------- | ------------------------- | ------------------------- | ------------------------- | ------------------------- | ------------------------- | ------------------------- | ------------------------- | ------------------------- | ------------------------- | ----------------------- |
| 1969                                                                             | "Good Times Bad Times" - Face B: "Communication Breakdown"                          | —                         | —                         | —                         | —                         | —                         | —                         | 64                        | —                         | —                         | —                         | —                         | 17                        | —                         | —                         | 80                        | —                         | Led Zeppelin            |
| 1969                                                                             | "Baby, I'm Gonna Leave You" - Face B: "Dazed and Confused" - promo uniquement       | —                         | —                         | —                         | —                         | —                         | —                         | —                         | —                         | —                         | —                         | —                         | —                         | —                         | —                         | —                         | —                         | Led Zeppelin            |
| 1969                                                                             | "Whole Lotta Love" - Face B: "Living Loving Maid (She's Just a Woman)" - Or · Or    | —                         | 1                         | 1                         | 3                         | 2                         | 4                         | 2                         | 35                        | 25                        | —                         | —                         | 5                         | —                         | 5                         | 4                         | —                         | Led Zeppelin II         |
| 1970                                                                             | "Immigrant Song" - Face B: "Hey, Hey, What Can I Do" - Or                           | —                         | 6                         | 16                        | 13                        | —                         | 32                        | 4                         | —                         | 59                        | —                         | —                         | 9                         | —                         | 4                         | 16                        | —                         | Led Zeppelin III        |
| 1970                                                                             | "Gallows Pole" - Face B: "Gallows Pole" (Mono) - Promo uniquement                   | —                         | —                         | —                         | —                         | —                         | —                         | —                         | —                         | —                         | —                         | —                         | —                         | —                         | —                         | —                         | —                         | Led Zeppelin III        |
| 1971                                                                             | "Black Dog" - Face B: "Misty Mountain Hop" - Argent                                 | —                         | 22                        | 9                         | —                         | —                         | 24                        | 11                        | 18                        | —                         | —                         | —                         | 20                        | —                         | 6                         | 15                        | —                         | Led Zeppelin IV         |
| 1971                                                                             | "Stairway to Heaven" · (Promo) - Platine                                            | —                         | —                         | —                         | —                         | —                         | —                         | —                         | 35                        | —                         | —                         | —                         | —                         | —                         | —                         | —                         | —                         | Led Zeppelin IV         |
| 1972                                                                             | "Rock and Roll" - Face B: "Four Sticks"                                             | —                         | 13                        | —                         | —                         | —                         | —                         | 38                        | —                         | —                         | —                         | —                         | —                         | —                         | —                         | 47                        | —                         | Led Zeppelin IV         |
| 1973                                                                             | "Over the Hills and Far Away" - Face B: "Dancing Days"                              | —                         | —                         | —                         | —                         | —                         | —                         | 63                        | —                         | —                         | —                         | —                         | —                         | —                         | —                         | 51                        | —                         | Houses of the Holy      |
| 1973                                                                             | "D'yer Mak'er" - Face B: "The Crunge"                                               | —                         | —                         | —                         | —                         | —                         | —                         | 24                        | —                         | —                         | —                         | —                         | —                         | —                         | —                         | 20                        | —                         | Houses of the Holy      |
| 1973                                                                             | "The Ocean" - Face B: "Over The Hills And Far Away"                                 | —                         | 8                         | —                         | —                         | —                         | —                         | —                         | —                         | —                         | —                         | —                         | —                         | —                         | —                         | —                         | —                         | Houses of the Holy      |
| 1975                                                                             | "Trampled Under Foot" - Face B: "Black Country Woman"                               | —                         | —                         | —                         | —                         | —                         | —                         | 41                        | —                         | —                         | —                         | —                         | —                         | —                         | —                         | 38                        | —                         | Physical Graffiti       |
| 1976                                                                             | "Candy Store Rock" - Face B: "Royal Orleans"                                        | —                         | —                         | —                         | —                         | —                         | —                         | —                         | —                         | —                         | —                         | —                         | —                         | —                         | —                         | —                         | —                         | Presence                |
| 1979                                                                             | "Fool in the Rain" - Face B: "Hot Dog"                                              | —                         | —                         | —                         | —                         | —                         | —                         | 12                        | —                         | —                         | —                         | 44                        | —                         | —                         | —                         | 21                        | —                         | In Through the Out Door |
| 1982                                                                             | "Darlene" - promo uniquement                                                        | —                         | —                         | —                         | —                         | —                         | —                         | —                         | —                         | —                         | —                         | —                         | —                         | —                         | —                         | —                         | 4                         | Coda                    |
| 1982                                                                             | "Ozone Baby" - promo uniquement                                                     | —                         | —                         | —                         | —                         | —                         | —                         | —                         | —                         | —                         | —                         | —                         | —                         | —                         | —                         | —                         | 14                        | Coda                    |
| 1982                                                                             | "Poor Tom" - promo uniquement                                                       | —                         | —                         | —                         | —                         | —                         | —                         | —                         | —                         | —                         | —                         | —                         | —                         | —                         | —                         | —                         | 18                        | Coda                    |
| 1990                                                                             | "Travelling Riverside Blues" (Promo)                                                | —                         | —                         | —                         | —                         | —                         | —                         | 57                        | —                         | —                         | —                         | —                         | —                         | —                         | —                         | —                         | 7                         | Boxed Set, Vol. 1       |
| 1993                                                                             | "Baby Come On Home"                                                                 | —                         | —                         | —                         | —                         | —                         | —                         | 66                        | —                         | —                         | —                         | —                         | —                         | —                         | —                         | —                         | 4                         | Boxed Set, Vol. 2       |
| 1997                                                                             | "The Girl I Love She Got Long Black Wavy Hair" - Face B: "Whole Lotta Love"(Medley) | —                         | —                         | —                         | —                         | —                         | —                         | 49                        | —                         | —                         | —                         | —                         | —                         | —                         | —                         | —                         | 4                         | BBC Sessions            |
| 1997                                                                             | "Whole Lotta Love" - Face B: "Baby Come on Home" "Travelling Side Blues"            | 21                        | —                         | —                         | —                         | —                         | —                         | —                         | —                         | —                         | —                         | —                         | —                         | —                         | —                         | —                         | —                         | Non-album single        |
| 2007                                                                             | "Stairway to Heaven"(Radio Edit) - Face B: "Stairway to Heaven"(Album Version)      | 37                        | 15                        | —                         | —                         | —                         | —                         | —                         | —                         | —                         | 5                         | 13                        | —                         | 57                        | 17                        | —                         | —                         | Mothership              |
| "—" indique que le single n'entra pas dans les classements musicaux de ces pays. |                                                                                     |                           |                           |                           |                           |                           |                           |                           |                           |                           |                           |                           |                           |                           |                           |                           |                           |                         |

Singles digitals (téléchargement)
| 2007                                                                             | "Whole Lotta Love"        | —  | 49 | —  | —  | Mothership |
| 2007                                                                             | "Immigrant Song"          | —  | 44 | —  | 27 | Mothership |
| 2007                                                                             | "Black Dog"               | —  | 59 | —  | 66 | Mothership |
| 2007                                                                             | "Stairway to Heaven"      | —  | 17 | —  | 30 | Mothership |
| 2007                                                                             | "Over Hills and Far Away" | —  | —  | —  | 63 | Mothership |
| 2007                                                                             | "Kashmir" - Argent        | 80 | 33 | 64 | 42 | Mothership |
| 2007                                                                             | "Ramble On"               | —  | 66 | —  | —  | Mothership |
| 2007                                                                             | "Fool in the Rain"        | —  | 69 | —  | —  | Mothership |
| "—" indique que le single n'entra pas dans les classements musicaux de ces pays. |                           |    |    |    |    |            |

## Filmographie
- 1976 : The Song Remains the Same
- 2003 : Led Zeppelin DVD
- 2007 : Mothership
- 2012 : Celebration Day